# X Games de Invierno Noruega 2017
La II edición de los X Games de Invierno Noruega se celebró en Oslo (Noruega) entre el 8 y el 11 de marzo de 2017 bajo la organización de la empresa de televisión ESPN.
Se disputaron pruebas de esquí acrobático y snowboard.

## Medallistas de esquí acrobático

### Masculino
| Evento     | Oro                      | Plata                           | Bronce                      |
| ---------- | ------------------------ | ------------------------------- | --------------------------- |
| Big air    | Henrik Harlaut · Suecia  | Eirik Sæterøy · Noruega         | Jackson Wells Nueva Zelanda |
| Slopestyle | Øystein Bråten · Noruega | Nicholas Goepper Estados Unidos | James Woods Reino Unido     |

### Femenino
| Evento     | Oro                      | Plata                 | Bronce                       |
| ---------- | ------------------------ | --------------------- | ---------------------------- |
| Big air    | Mathilde Gremaud · Suiza | Kelly Sildaru Estonia | Maggie Voisin Estados Unidos |
| Slopestyle | Johanne Killi · Noruega  | Tess Ledeux Francia   | Devin Logan Estados Unidos   |

## Medallistas de snowboard

### Masculino
| Evento     | Oro                    | Plata                    | Bronce                     |
| ---------- | ---------------------- | ------------------------ | -------------------------- |
| Big air    | Mark McMorris · Canadá | Maxence Parrot · Canadá  | Torgeir Bergrem · Noruega  |
| Slopestyle | Sven Thorgren · Suecia | Ståle Sandbech · Noruega | Sébastien Toutant · Canadá |

### Femenino
| Evento     | Oro                      | Plata                         | Bronce                      |
| ---------- | ------------------------ | ----------------------------- | --------------------------- |
| Big air    | Silje Norendal · Noruega | Julia Marino Estados Unidos   | Anna Gasser · Austria       |
| Slopestyle | Anna Gasser · Austria    | Jamie Anderson Estados Unidos | Julia Marino Estados Unidos |